# Taraxacum przevalskii
Taraxacum przevalskii là một loài thực vật có hoa trong họ Cúc. Loài này được Tzvelev miêu tả khoa học đầu tiên năm 1987.